# The Unarchiver
디 언아카이버(영어: The Unarchiver)는 자유 데이터 압축 해제 프로그램이다.

## 지원 포맷
- Zip
- RAR
- 7z (.7z)
- LHA
- StuffIt (.sit, .sitx)
- 컴팩트 Pro (.cpt)
- DiskDoubler (.dd)
- BinHex (.hqx)
- 맥바이너리 (.bin)
- Gzip (.gz)
- Bzip2 (.bz2, .tar.bz2, .tbz2, .tb2)
- Tar
- GNU Tar (.gtar)
- 유닉스 컴프레스 (.z)
- 유닉스 컴프레스 Tar (.taz, .tar-z)
- CAB
- Comic book archive (.cbz, .cbr)
- RPM
- Self-Extracting Archive (.sea, if the format itself is supported)
- 윈도 Self-Extracting (.exe)
- CPIO
- Pax (.pax)
- HA (.ha)
- 아미가 디스크 파일
- 아미가 DMS 디스크 아카이브(.dms)
- 아미가 LhF (.f)
- 아미가 LZX (.lzx)
- 아미가 DCS 디스크 아카이브(.dcs)
- 아미가 PackDev 디스크 아카이브(.pkd)
- 아미가 xMash 디스크 아카이브(.xms)
- 아미가 Zoom 디스크 아카이브(.zom)